# Andrea Perrino
Andrea Perrino (Livorno, 2 januari 1984) is een professioneel golfer uit Italië. Hij is als lid verbonden aan de Cosmopolitan Golf & Country Club in Tirrenia.
In zijn eerste jaar als pro won hij het Straatsburg Open, dat toen nog deel uitmaakte van de Alps Tour. Hij staat in de top-1000 van de Official World Golf Ranking en speelt sinds 2010 op de Europese Challenge Tour.

## Gewonnen

#### Alps Tour
- 2009: Allianz Open de Strasbourg (-16)